# Григор Стефов
Григор Динев Стефов е български комунистически деец и революционер, деец на Вътрешната македонска революционна организация (обединена).

## Биография
Григор Стефов е роден в град Дойран, тогава в Османската империя. Става деец на Българския комунистически младежки съюз. Присъединява се към ВМРО (обединена) и става секретар на Окръжния комитет в София. През 1936 година е съден на процеса срещу ВМРО (Обединена), където се декларира като етнически македонец.